# Macaronesia
Macaronesia es el nombre colectivo de cinco archipiélagos del Atlántico Norte, más o menos cercanos al continente africano: Azores, Canarias, Cabo Verde, Madeira e islas Salvajes.
El término procede del griego μακάρων νησοι o μακάρων νήσοι (islas benditas), islas afortunadas, islas de los Bienaventurados o la morada de los héroes difuntos según la mitología griega, en el extremo Occidente.
Las islas de la Macaronesia tienen muchas particularidades naturales (botánicas, zoológicas, geológicas y climatológicas) en común: son, por ejemplo, de origen volcánico y acogen una flora particularmente rica y diversa, con abundantes endemismos.
A la «Macaronesia insular» se añade el llamado enclave macaronésico africano, una zona continental de la costa africana situada aproximadamente entre las Canarias y Cabo Verde (es decir, entre la costa del Sáhara Occidental y el río Gambia, aproximadamente), que comparte algunas de las especies endémicas de los archipiélagos macaronésicos.

## Geología

Azores
Madeira
Salvajes (entre Madeira y Canarias)
Canarias
Cabo Verde

Todas las islas de la Macaronesia tienen un origen volcánico, aunque la naturaleza de este vulcanismo solo está clara en el caso de las Azores, que emergen directamente sobre la dorsal centroatlántica. Respecto al resto de los archipiélagos, se especula con la existencia de varios puntos calientes en el océano Atlántico. Además, en algunas islas situadas sobre la corteza de transición continental-oceánica, como Lanzarote y Fuerteventura, el ascenso del material piroclástico ha podido transportar a la superficie material sedimentario del borde continental.

### Paleomacaronesia
Las rocas más antiguas de la actual Macaronesia se encuentran en Salvaje Grande, con una edad de 27 millones de años, dando a entender que esta fue la primera isla del grupo. No obstante, gracias a los modernos sistemas de cartografía submarina, se han descubierto cordilleras y montes submarinos que presentan evidencias de haberse encontrado emergidos sobre el nivel del mar en un pasado. Estos montes submarinos se originaron en el Paleógeno (64-25 Ma BP) debido a la actividad de los mismos puntos calientes que luego originarían las islas que conocemos actualmente en Madeira y Canarias. Un tercer punto caliente habría formado el archipiélago del Sáhara, entre Canarias y Cabo Verde, actualmente sumergido. Por último, al sur de las Azores se encuentra otro archipiélago formado únicamente por montes submarinos llamado Gran Meteor. Los más antiguos de estos montes submarinos, Omonde (provincia volcánica de Madeira) y Lars (provincia volcánica de Canarias), tienen al menos 70 millones de años, habiendo emergido durante el Cretácico. Esto prácticamente triplica la edad estimada del conjunto de islas que es la Macaronesia.

## Clima
El clima macaronésico viene determinado por los vientos dominantes, los alisios y ocasionalmente por el siroco, las corrientes oceánicas (corriente de Canarias) y su latitud geográfica. Abarca desde el clima oceánico, templado y húmedo de Azores y Madeira, hasta el tropical suave con pluviosidad muy escasa e irregular en Cabo Verde.

## Flora
Las islas presentan ecosistemas únicos compuestos por fauna y flora endémica. Ninguna fue parte del continente africano geológicamente, así que la biodiversidad alcanzó las islas a través de la vía aérea y marítima.
Destacan los importantes enclaves de laurisilva, un tipo de bosque relicto de la era terciaria que cubre zonas de Madeira, Azores y Canarias y son reductos de los que existían en la zona mediterránea antes de las glaciaciones. La tala de bosques para obtener madera y tierras cultivables ha producido un importante retroceso de la vegetación nativa, encontrándose la laurisilva reducida a pequeños reductos. Algo similar a lo que ocurre con el drago, que aparece en Canarias, Cabo Verde y Marruecos, y con una buena parte de la biota de las islas, que se encuentra en grave peligro de extinción.

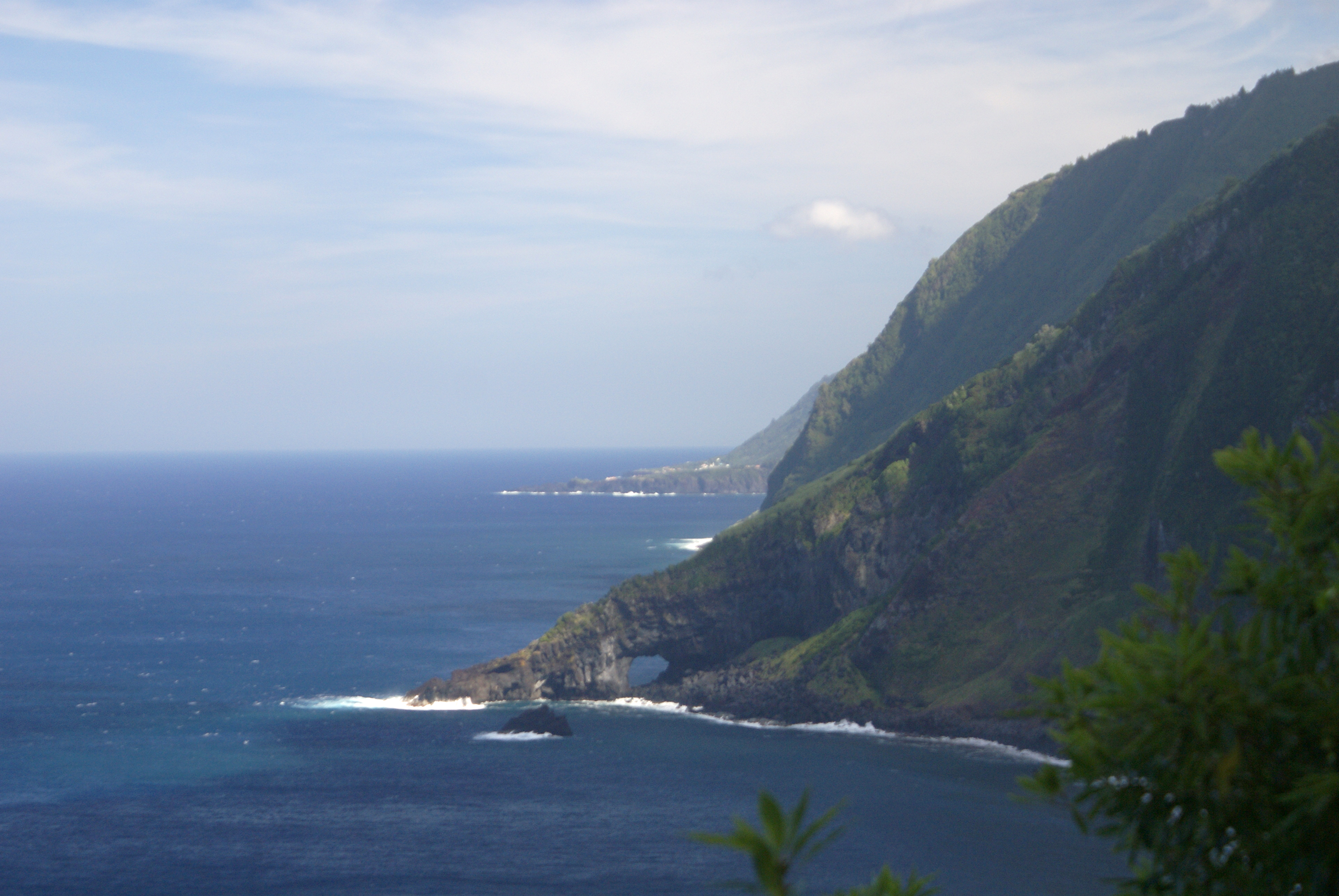
Vista de Ponta Furada, en la isla de São Jorge, Azores.

La flora varía en función de la altura y de su exposición o no a los húmedos vientos alisios, procedentes del nordeste. Así, en Canarias por ejemplo, se pueden distinguir varios pisos bioclimáticos claramente diferenciados:
- Zona baja. Se divide a su vez en un cinturón costero dominado por la tabaiba dulce, la tolda o el tarajal hasta los 100 m y, por encima de este, las comunidades xerofíticas, formadas por cardones, aulagas, verodes, bejeques, dragos y palmeras.
- Bosque de laurisilva. Aparece en aquellas islas con montañas suficientemente altas para generar el mar de nubes, generalmente en las laderas septentrionales entre los 600 y 1500 m s.n.m. Las lauráceas son las plantas predominantes, acompañadas de helechos, salvias y cinerarias, así como brezos y fayas.
- Pinar. El pino canario es la principal especie y puede estar presente hasta los 1900 m de altitud. Aunque cobija poco sotobosque, también aparecen codesos, jaras o tomillos.
- Alta montaña. Las zonas de cumbre de las islas con mayores montañas presentan una vegetación arbustiva formada por numerosos endemismos entre los que destacan las leguminosas, tajinastes o violetas.[4]

## Demografía
Hasta el siglo XV el único archipiélago macaronésico habitado era Canarias, que fue colonizado en la antigüedad por pueblos norteafricanos. Posteriormente todos los archipiélagos han recibido fuertes corrientes migratorias desde Europa y África. En la actualidad muchos de estos territorios insulares soportan una densidad demográfica alta o muy alta y en todos ellos se habla un idioma iberorromance: el castellano o el portugués.
| Bandera                       | Archipiélago      | Estado            | Superficie terrestre | Habitantes | Densidad (hab/km²) | Idioma     |
| ----------------------------- | ----------------- | ----------------- | -------------------- | ---------- | ------------------ | ---------- |
| Bandera de las Islas Canarias | Islas Canarias    | España            | 7447 km²             | 2 176 412  | 292                | castellano |
| Bandera de Cabo Verde         | Cabo Verde        | Cabo Verde        | 4033 km²             | 566 252    | 140                | portugués  |
| Bandera de Madeira            | Madeira           | Portugal          | 801 km²              | 250 769    | 313                | portugués  |
| Bandera de las Islas Azores   | Islas Azores      | Portugal          | 2333 km²             | 236 440    | 101                | portugués  |
| Bandera de Madeira            | Islas Salvajes    | Portugal          | 3 km²                | ninguno    | nula               | ninguno    |
| Total Macaronesia             | Total Macaronesia | Total Macaronesia | 14 617 km²           | 3 229 873  | 221                |            |

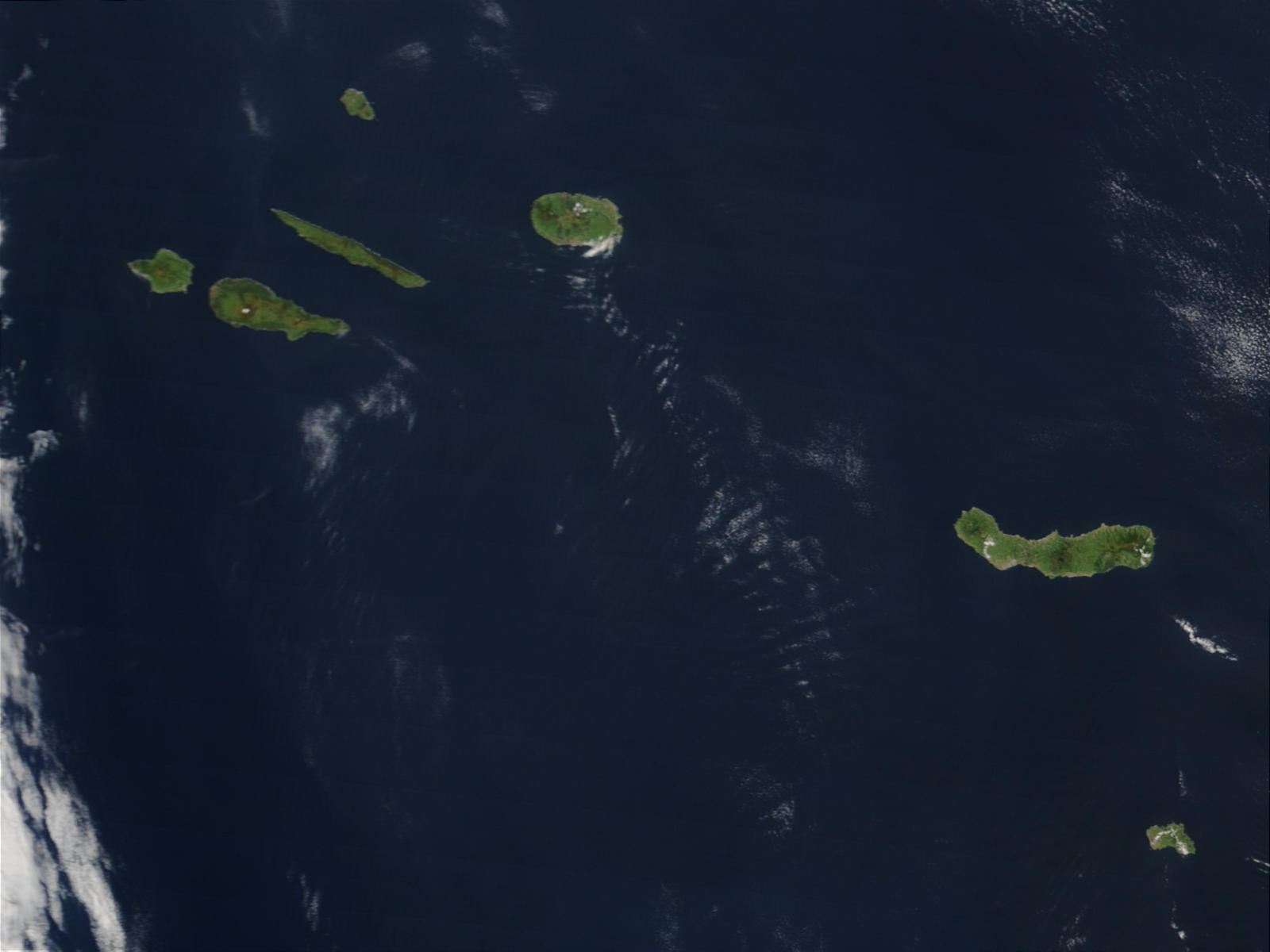
Azores
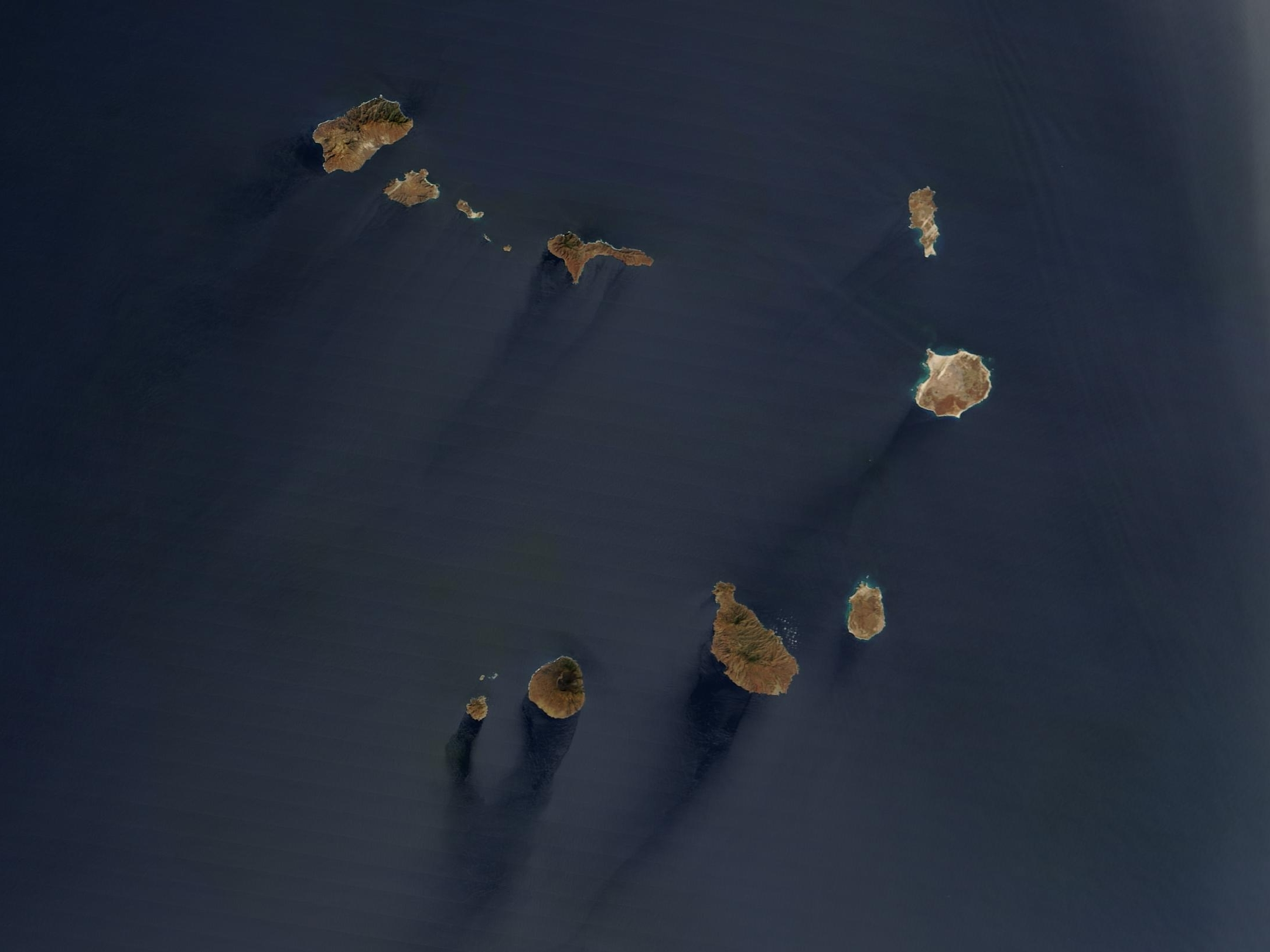
Cabo Verde
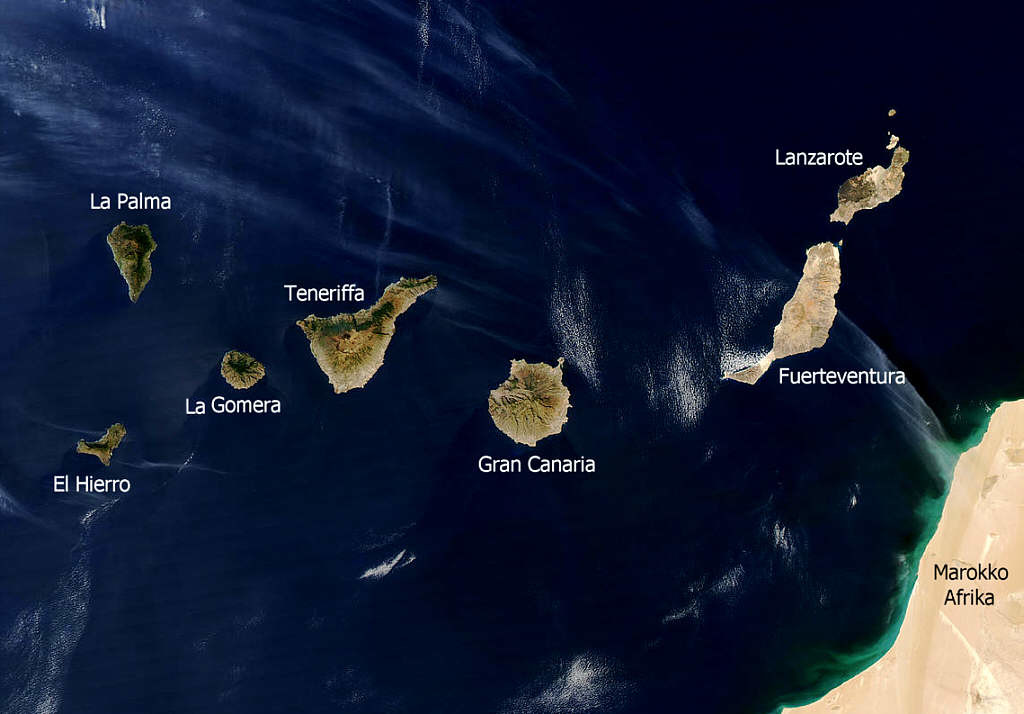
Canarias
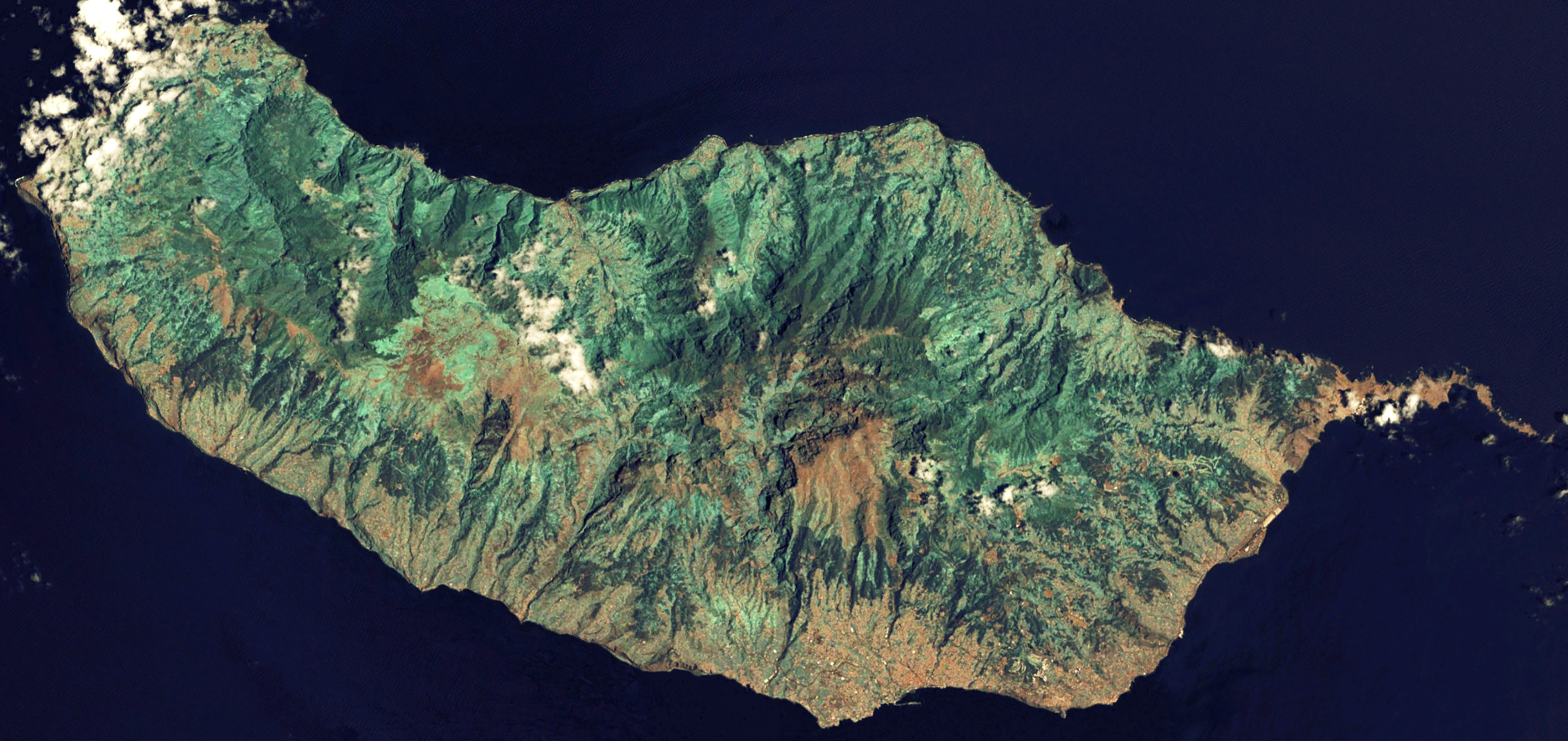
Madeira
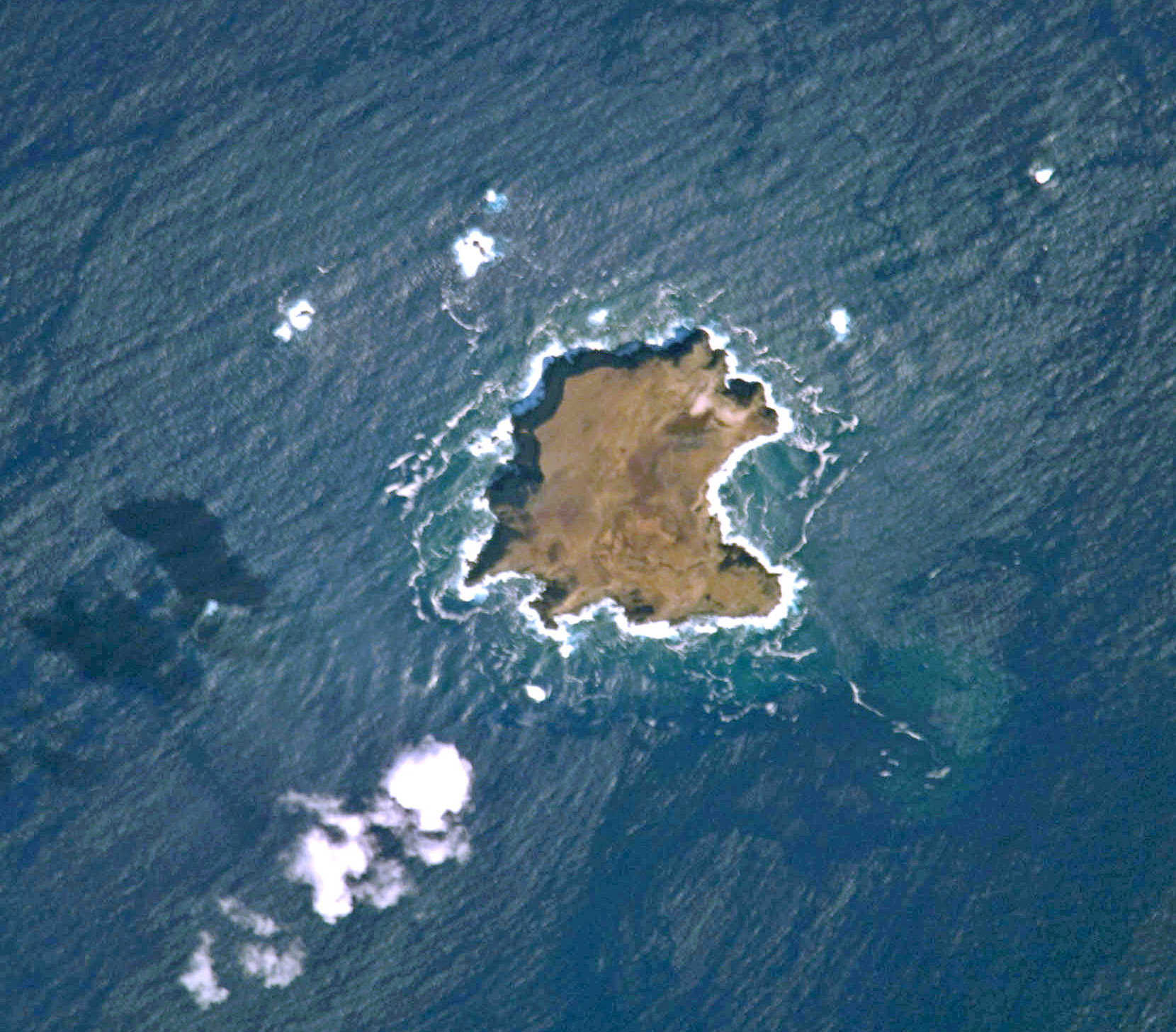
Salvaje Norte
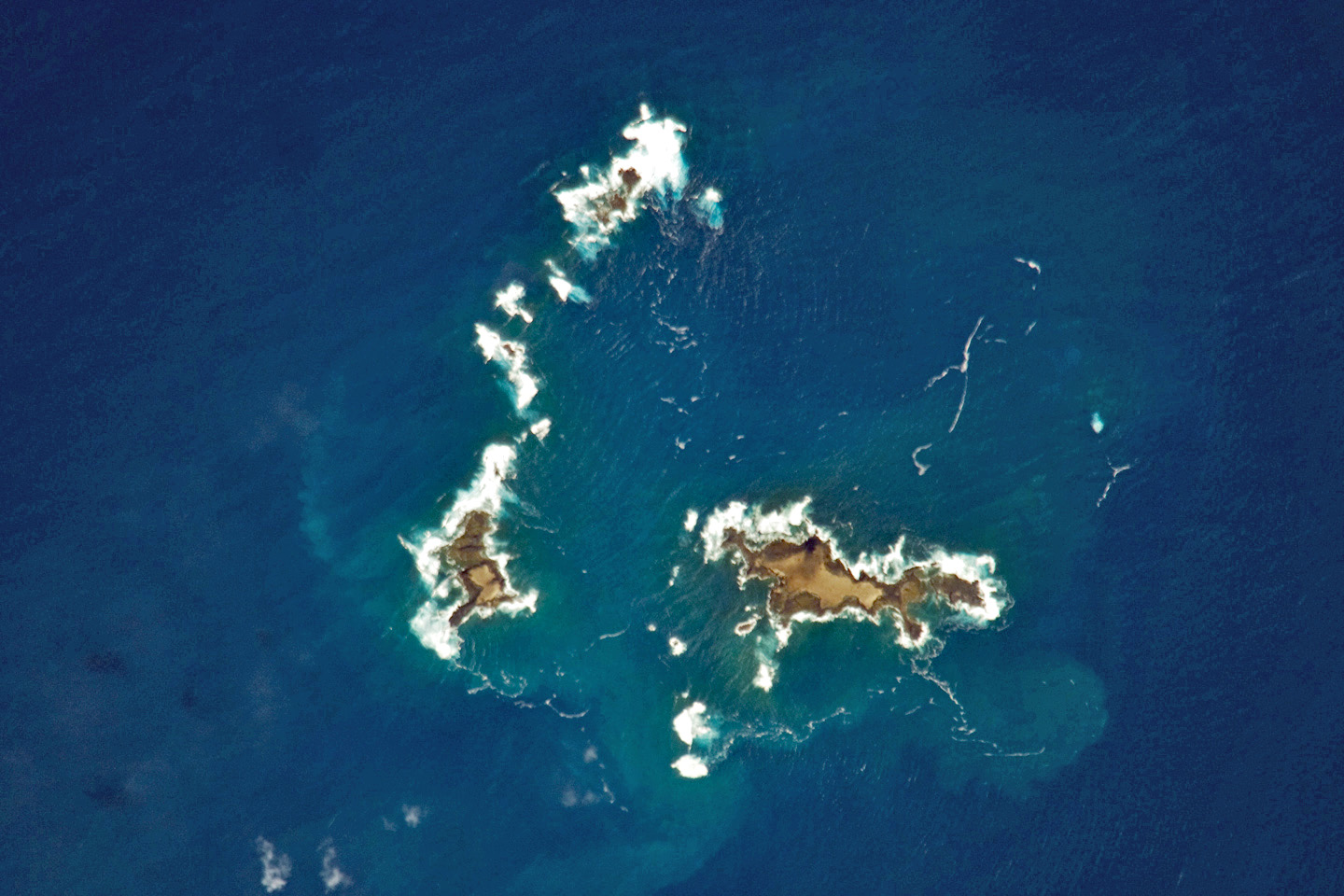
Salvajes Sur

## Islas

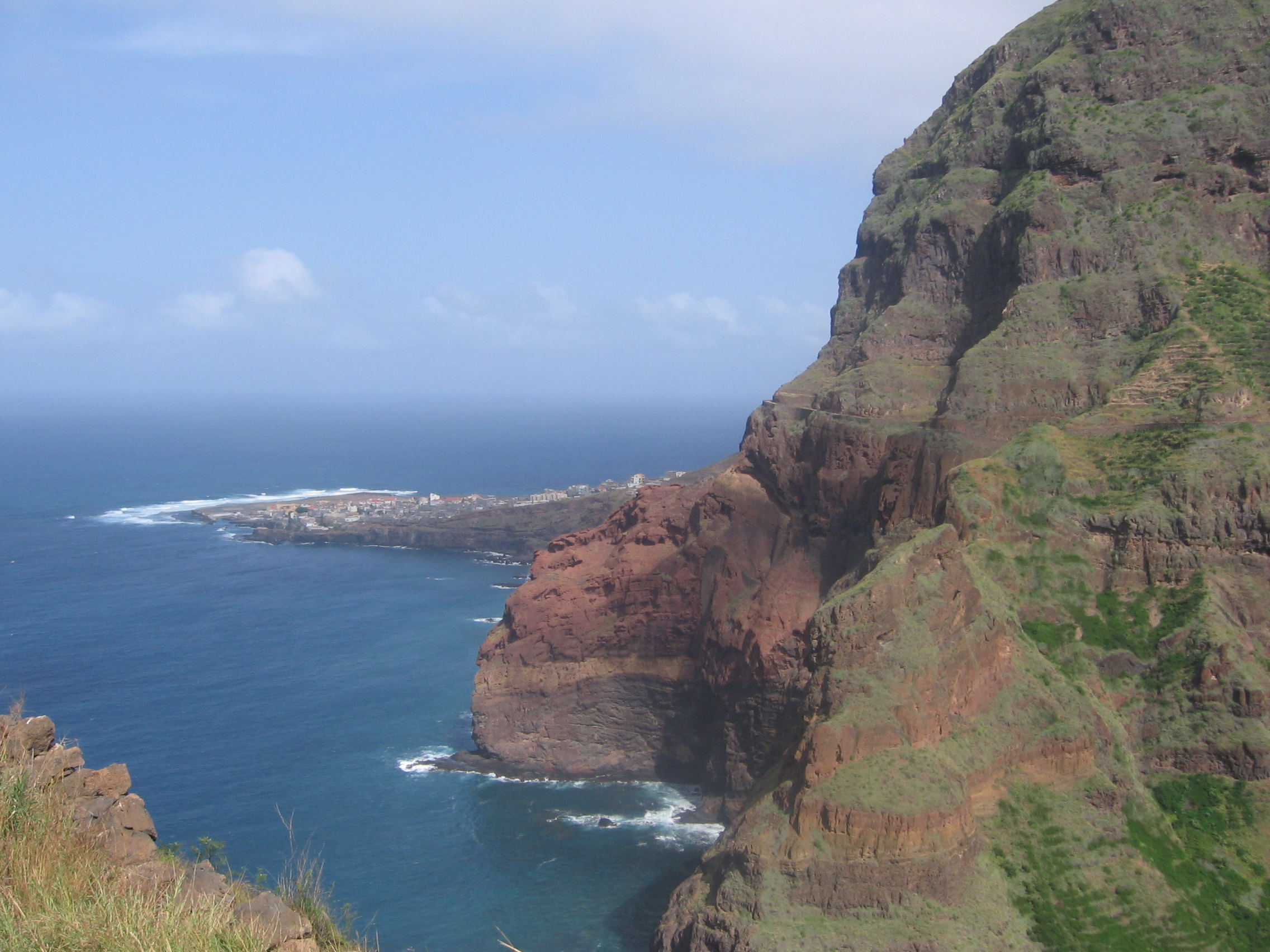
Ponta do Sol, en la isla de Santo Antão, Cabo Verde.

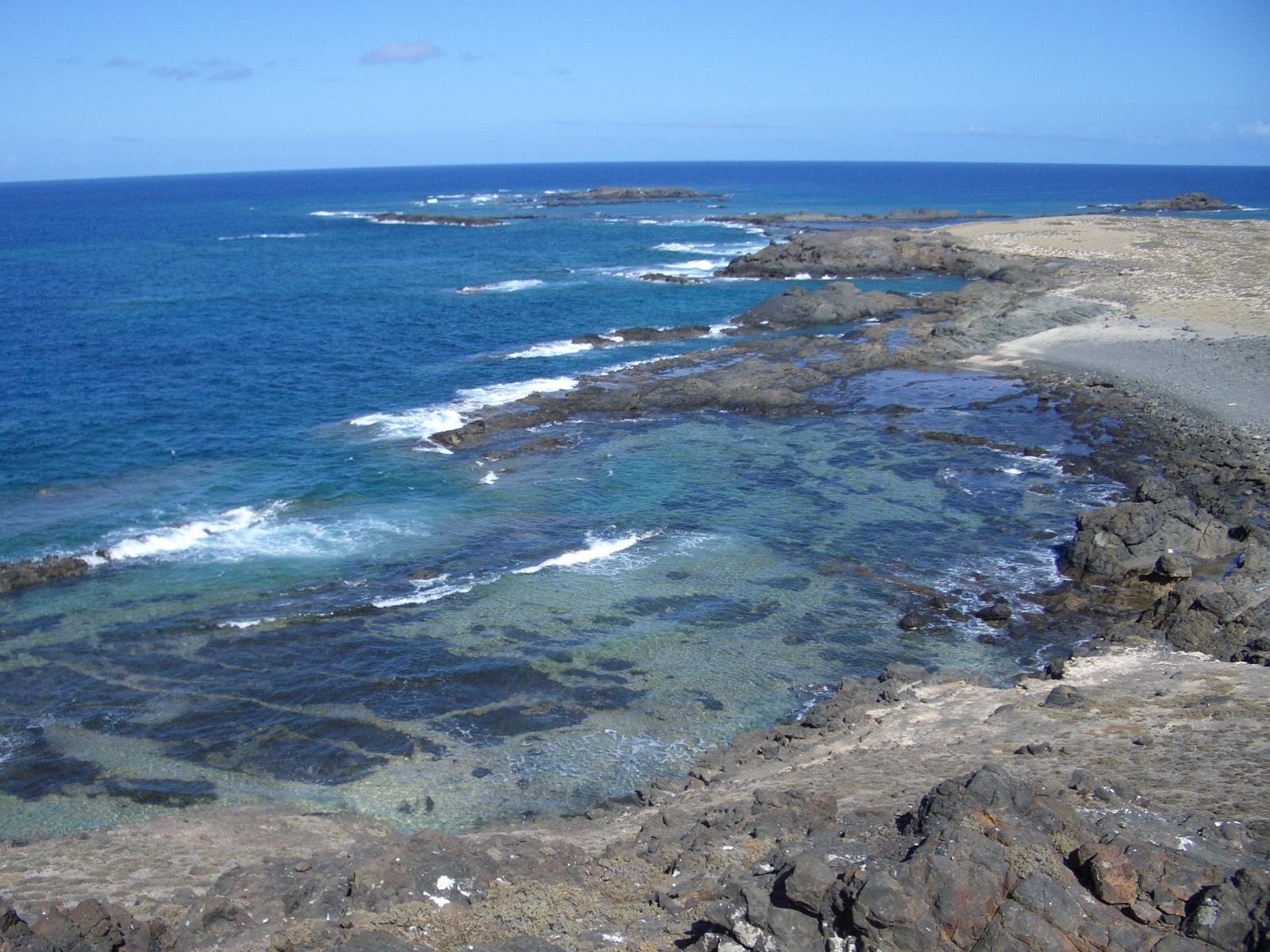
Costa de Pitón Grande, en las islas Salvajes.

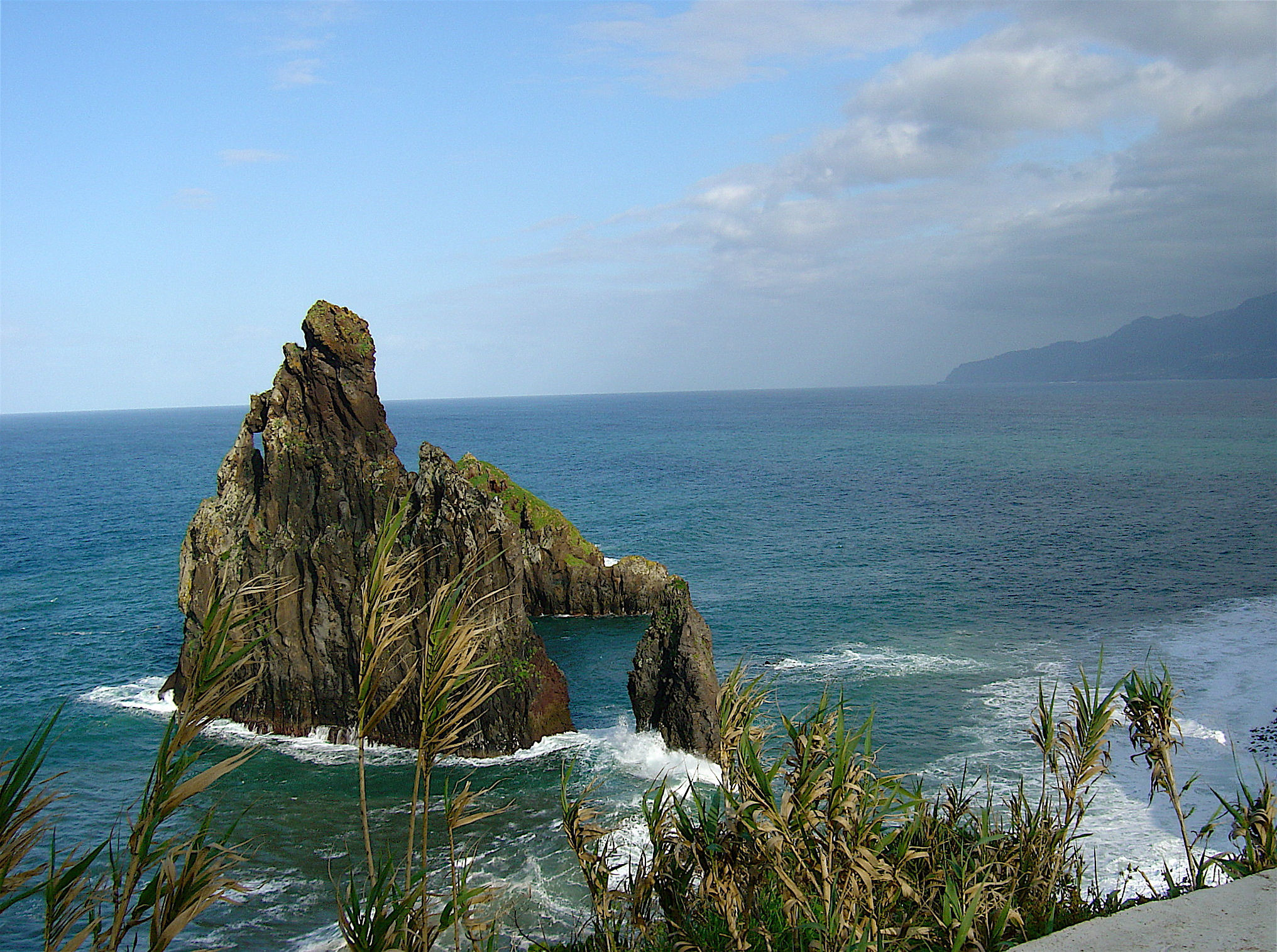
Costa norte de la isla de Madeira.

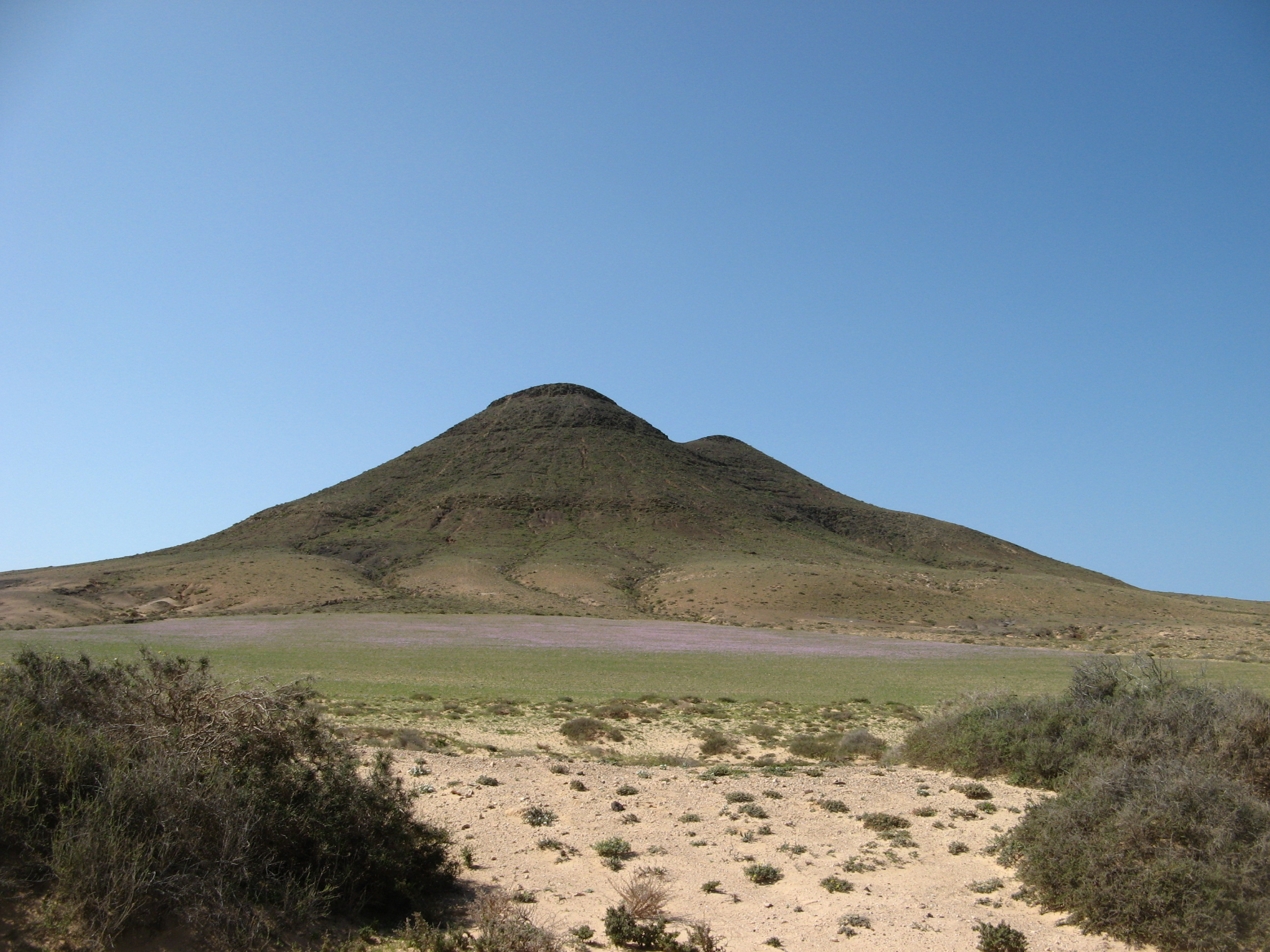
Volcán en Fuerteventura, Canarias.

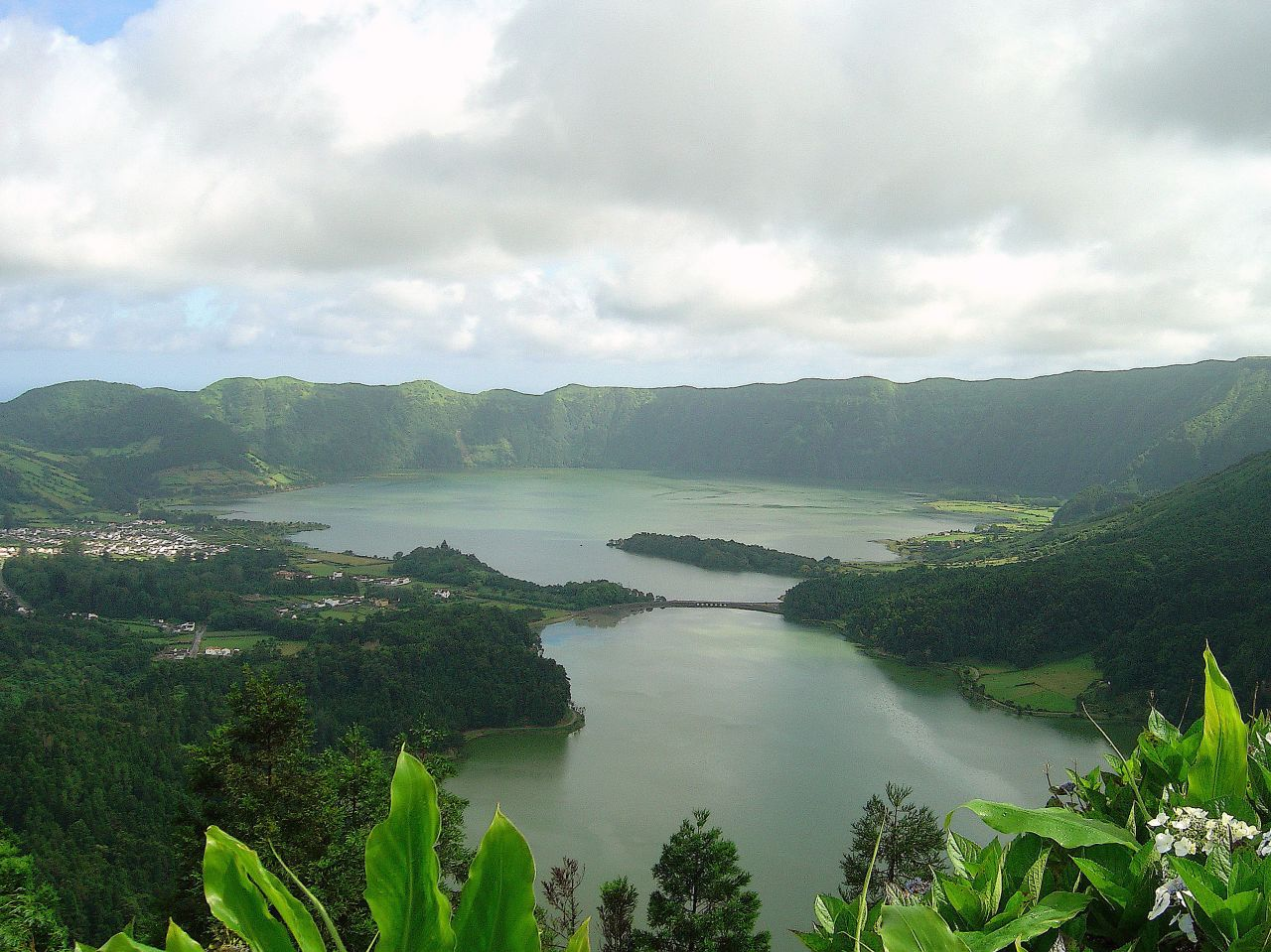
Caldeira das Sete Cidades, São Miguel, Azores.

| Nombre          | Archipiélago | Estado                | Población | Superficie (km²) | Altura máx. (m s. n. m.) | Descubri- miento1 |
| --------------- | ------------ | --------------------- | --------- | ---------------- | ------------------------ | ----------------- |
| Alegranza       | Canarias     | Bandera de España     | 0         | 10,30            | 289                      |                   |
| Boavista        | Cabo Verde   | Bandera de Cabo Verde | 16 621    | 620,00           | 387                      | 1460              |
| Branco          | Cabo Verde   | Bandera de Cabo Verde | 0         | 3,00             | 126                      |                   |
| Brava           | Cabo Verde   | Bandera de Cabo Verde | 5579      | 67,00            | 976                      | 1462              |
| Bugio           | Madeira      | Bandera de Portugal   | 0         | 3,00             | 411                      | 1420              |
| Cal             | Madeira      | Bandera de Portugal   | 0         | 1,40             | 178                      |                   |
| Chão            | Madeira      | Bandera de Portugal   | 0         | 1,00             | 104                      | 1420              |
| Cima            | Madeira      | Bandera de Portugal   | 0         | 0,30             | 121                      |                   |
| Corvo           | Azores       | Bandera de Portugal   | 384       | 17,13            | 718                      | 1452              |
| Deserta Grande  | Madeira      | Bandera de Portugal   | 0         | 10,00            | 479                      | 1420              |
| Faial           | Azores       | Bandera de Portugal   | 14 334    | 173,00           | 1043                     | 1451              |
| Flores          | Azores       | Bandera de Portugal   | 3428      | 143,00           | 914                      | 1452              |
| Fogo            | Cabo Verde   | Bandera de Cabo Verde | 35 416    | 476,00           | 2829                     | 1460              |
| Fuerteventura   | Canarias     | Bandera de España     | 124 066   | 1659,74          | 812                      | 1339              |
| La Gomera       | Canarias     | Bandera de España     | 22 162    | 369,76           | 1487                     | 1341              |
| Graciosa        | Azores       | Bandera de Portugal   | 4091      | 60,84            | 402                      | 1450              |
| La Graciosa     | Canarias     | Bandera de España     | 723       | 29,05            | 266                      |                   |
| Gran Canaria    | Canarias     | Bandera de España     | 857 171   | 1560,10          | 1956                     | 1341              |
| El Hierro       | Canarias     | Bandera de España     | 11 646    | 268,71           | 1501                     | 1341              |
| Lanzarote       | Canarias     | Bandera de España     | 159 021   | 845,94           | 670                      | 1312              |
| Lobos           | Canarias     | Bandera de España     | 0         | 4,58             | 127                      | 1339              |
| Madeira         | Madeira      | Bandera de Portugal   | 245 595   | 740,70           | 1862                     | 1418              |
| Maio            | Cabo Verde   | Bandera de Cabo Verde | 7111      | 265,00           | 436                      | 1460              |
| Montaña Clara   | Canarias     | Bandera de España     | 0         | 2,70             | 256                      |                   |
| La Palma        | Canarias     | Bandera de España     | 83 875    | 708,32           | 2426                     | 1341              |
| Pico            | Azores       | Bandera de Portugal   | 13 883    | 444,80           | 2351                     | 1439              |
| Pitón Grande    | Salvajes     | Bandera de Portugal   | 0         | 0.20             | 49                       | 1438              |
| Pitón Pequeña   | Salvajes     | Bandera de Portugal   | 0         | 0.08             | 18                       | 1438              |
| Porto Santo     | Madeira      | Bandera de Portugal   | 5158      | 42,17            | 517                      | 1418              |
| Raso            | Cabo Verde   | Bandera de Cabo Verde | 0         | 7,00             | 73                       |                   |
| Roque del Este  | Canarias     | Bandera de España     | 0         | 0,06             | 84                       |                   |
| Roque del Oeste | Canarias     | Bandera de España     | 0         | 0,01             | 41                       |                   |
| Sal             | Cabo Verde   | Bandera de Cabo Verde | 36 769    | 216,00           | 406                      | 1460              |
| Salvaje Grande  | Salvajes     | Bandera de Portugal   | 0         | 2.45             | 163                      | 1438              |
| Santa María     | Azores       | Bandera de Portugal   | 5408      | 97,40            | 590                      | 1427              |
| Santa Luzia     | Cabo Verde   | Bandera de Cabo Verde | 0         | 35,00            | 395                      | 1462              |
| Santiago        | Cabo Verde   | Bandera de Cabo Verde | 301 280   | 991,00           | 1394                     | 1460              |
| Santo Antão     | Cabo Verde   | Bandera de Cabo Verde | 39 324    | 779,00           | 1979                     | 1462              |
| São Jorge       | Azores       | Bandera de Portugal   | 8373      | 237,59           | 1053                     | 1439              |
| São Miguel      | Azores       | Bandera de Portugal   | 133 295   | 746,00           | 1103                     | 1427              |
| São Nicolau     | Cabo Verde   | Bandera de Cabo Verde | 12 260    | 388,00           | 1340                     | 1462              |
| São Vicente     | Cabo Verde   | Bandera de Cabo Verde | 82 680    | 227,00           | 725                      | 1462              |
| Tenerife        | Canarias     | Bandera de España     | 944 107   | 2034,38          | 3718                     | 1341              |
| Terceira        | Azores       | Bandera de Portugal   | 53 244    | 402,20           | 1023                     | 1439              |

Notas
1 Fecha de redescubrimiento en el caso de las islas Canarias, conocidas en la antigüedad.[cita requerida]